# La Roche (Svizzera)
La Roche (toponimo francese; in tedesco Zurflüh, desueto) è un comune svizzero di 1 707 abitanti del Canton Friburgo, nel distretto della Gruyère.

## Geografia fisica
La Roche si affaccia sul Lago della Gruyère.

## Monumenti e luoghi d'interesse

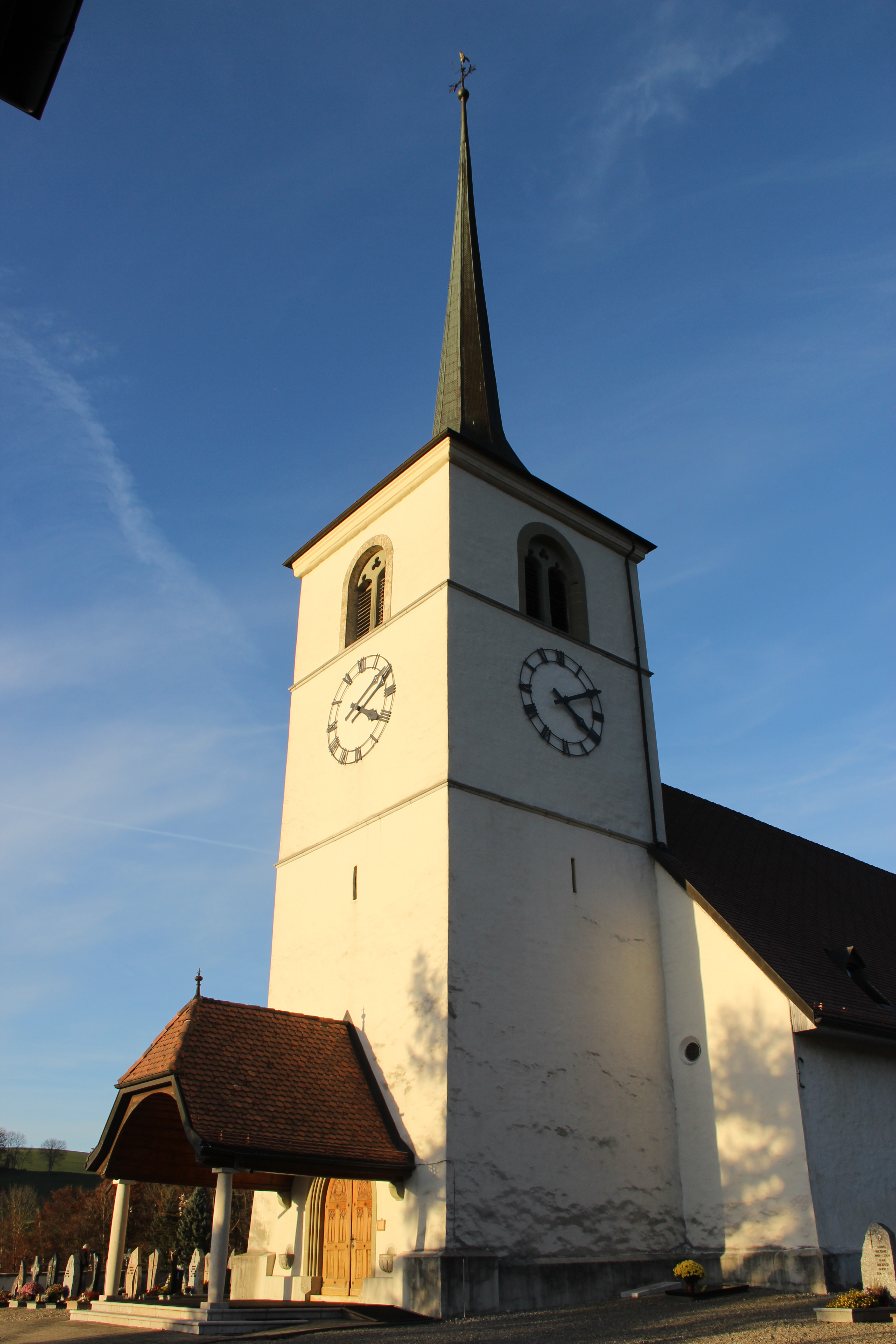
La chiesa cattolica di Nostra Signora dell'Assunzione

- Chiesa cattolica di Nostra Signora dell'Assunzione, eretta nel 1652-1656[1];
- Cappella cattolica di Nostra Signora della Compassione in località Scherwyl, attestata dal XVI secolo e ricostruita nel 1663 e nel 1724[1];
- Cappella del Vègre (dedicata a San Giacomo Maggiore), eretta nel 1612 e ricostruita nel 1712[1].

## Società

### Evoluzione demografica
L'evoluzione demografica è riportata nella seguente tabella:
Abitanti censiti

## Geografia antropica

### Frazioni
Le frazioni di La Roche sono:
- L'Adrey
- La Serbach
- Le Revers
- Le Tsubel[senza fonte]
- Le Villaret
- Scherwyl
- Sur Montsoflo[senza fonte]

## Economia

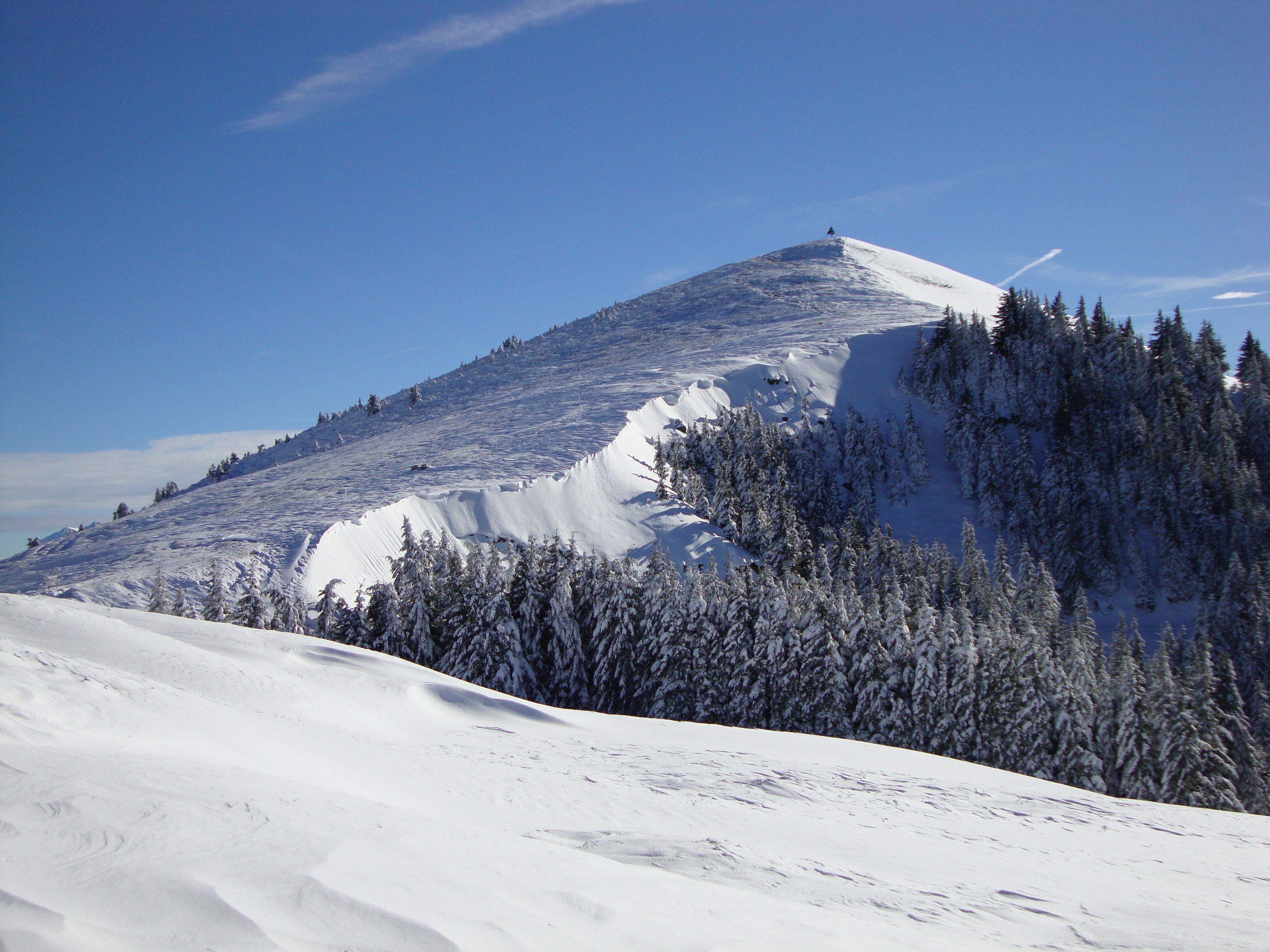
Il monte La Berra

Sul monte La Berra a partire dal 1934 si è sviluppata una stazione sciistica che nel 2009 contava otto impianti di risalita.

## Amministrazione
Ogni famiglia originaria del luogo fa parte del comune patriziale che ha la responsabilità della manutenzione di ogni bene comune.